# Wuhuan
 (juillet 2015).
Si vous disposez d'ouvrages ou d'articles de référence ou si vous connaissez des sites web de qualité traitant du thème abordé ici, merci de compléter l'article en donnant les références utiles à sa vérifiabilité et en les liant à la section « Notes et références ».

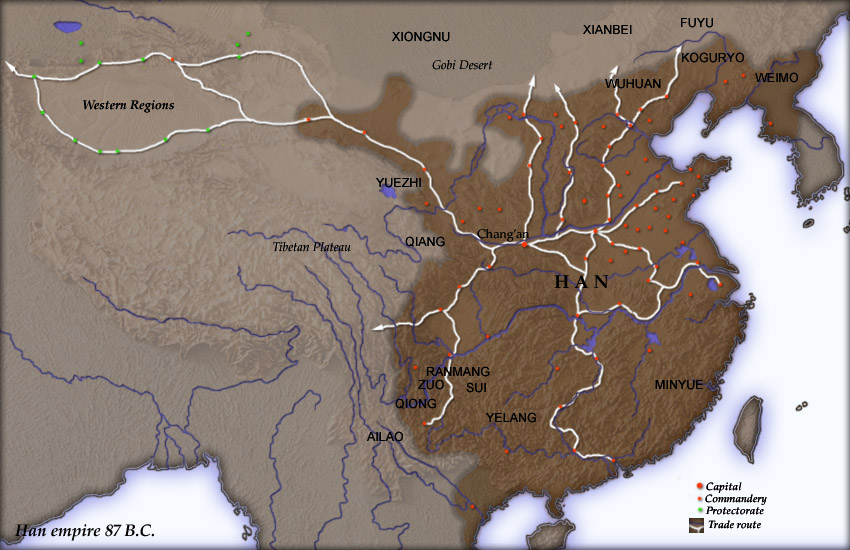
Emplacement des Wuhuan et Xianbei en 87.

Le peuple Wuhuan (chinois simplifié : 乌桓 ; chinois traditionnel : 烏桓 ; pinyin : wūhuán ; chinois archaïque : qˁa ɢʷˁar), également appelé Wuwan (乌丸, wūwán) ou Guwan (古丸, gǔwán), est un peuple issu de la chute et la division de l'Empire Donghu à la suite de la conquête de celui-ci par Modu Chanyu, empereur des Xiongnu vers la fin de 174 av. J.-C..
Certains historiens estiment qu'ils étaient des Proto-Mongols, tandis que d'autres estiment qu'ils étaient des Proto-Turcs.

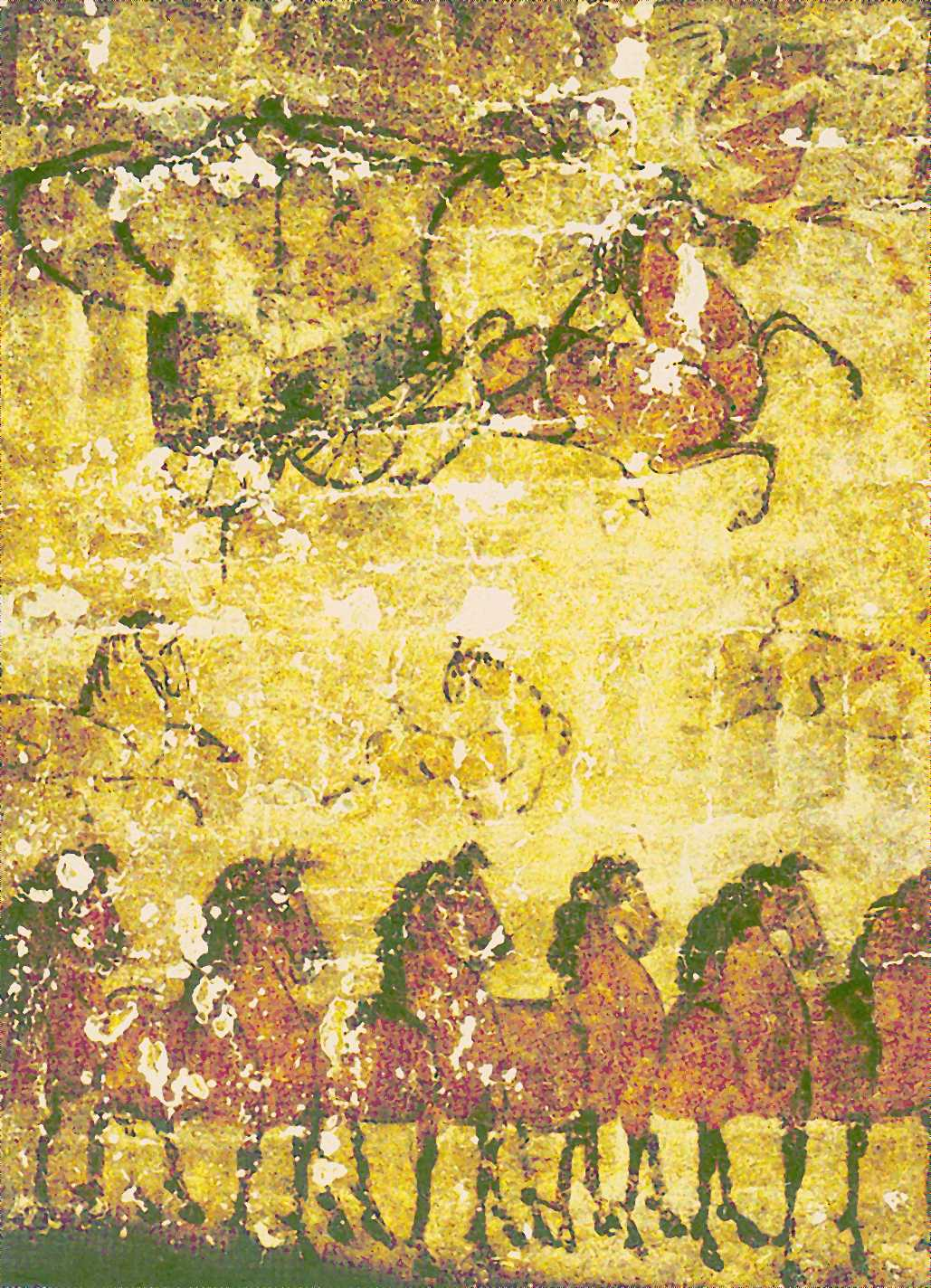
Décoration d'une tombe d'un commandant militaire Wuhuan, datant de la dynastie des Han orientaux.

Il en est la résultante située au Sud, tandis que les Xianbei (鮮卑, xiānbēi) sont la résultante située au Nord-Ouest. Ces deux peuples parlent les mêmes langues et possèdent la même culture d'après le Hou hanshu. On retrouve chez eux des habitudes conservées chez les Mongols, comme l'utilisation de yourtes rondes (穹廬, qiónglú), la consommation de koumis (aïrag en mongol, lait fermenté (酪, lào)) ou l'utilisation de vêtements de laine (毛毳, máocuì).
Comme les peuples sibériens et altaïques, ils avaient coutume de brûler un chien lors de l'enterrement d'un guerrier, afin que celui-ci conduise son âme dans la montagne sacrée.
À la fin de la décennie 190, Tadun, le plus puissant de tous les chefs de clan Wuhuan, avait réussi à unifier son peuple sous sa férule. Au début de la décennie 200, il s'était allié à Yuan Shang et Yuan Xi, deux seigneurs de guerre chinois et avait commencé à lancer des raids sur la frontière nord de la Chine. Selon les chroniques de l'époque, plus de 100 000 familles chinoises auraient été enlevées lors de ces raids. 
Cao Cao, le seigneur de guerre régnant sur la région visée par ces attaques, organisa une expédition punitive qui s'est conclue par la bataille de la Montagne du Loup Blanc. Cette bataille fut une cuisante défaite pour les Wuhuan, qui durent faire face à la mort de Tadun et à la capture de plus de 200 000 prisonniers par Cao Cao.
Après cette défaite, quelques tribus se sont soumises à Cao Cao et ont été déplacées vers le centre de la Chine, pendant que les autres se sont dispersées en Mandchourie, en Corée et au nord-est de la Chine. Au bout de quelques décennies, les Wuhuan finissent par être assimilés par les populations de ces régions et disparaissent en tant que peuple indépendant.